# Heptanal
Heptanal é o aldeído de cadeia linear com sete carbonos.
Ele é obtido do óleo de mamona por destilação sob pressão reduzida [carece de fontes?]. Industrialmente, ele é usado na manufatura de 1-Heptanol e heptanoato de etila .